# Joan Canals
Joan Canals Cunill (Badalona, 22 giugno 1928 – Badalona, 1º marzo 2018) è stato un cestista spagnolo.

## Palmarès
- Campionato spagnolo: 1

Barcellona: 1958-1959
- Copa del Rey: 1

Barcellona: 1959